# Estádio do Ferroviário
Estádio do Ferroviário – stadion piłkarski w Mozambiku w mieście Beira. Może pomieścić 7000 osób.